# Marion Pritchard
Marion Philippina van Binsbergen, conocida como Marion Pritchard (Ámsterdam, 7 de noviembre de 1920 - Washington D. C., 11 de diciembre de 2016) fue una trabajadora social neerlandesa nacionalizada estadounidense. Durante la ocupación alemana en la Segunda Guerra Mundial destacó por sus actividades en la resistencia holandesa y por haber salvado la vida de al menos 150 judíos neerlandeses, la mayoría niños, razón por la que ha sido condecorada «Justa entre las Naciones» en 1981.

## Biografía
Marion Philippina van Binsbergen nació en Ámsterdam y vivió su infancia entre Países Bajos y Reino Unido por razones familiares. Su padre Jacob era un reconocido juez liberal neerlandés, mientras que su madre Grace era un ama de casa británica. Tras completar la educación secundaria, se graduó en la Escuela de Trabajo Social de Ámsterdam.
Su etapa académica estuvo marcada por el estallido de la Segunda Guerra Mundial y la posterior ocupación nazi de los Países Bajos. En 1941, las tropas alemanas arrestaron a Marion bajo la acusación de haber contactado con miembros de la resistencia holandesa, y le condenaron a seis meses de prisión por la presunta difusión de boletines impresos de la BBC, algo que ella siempre había negado. La reclusión no le impidió acceder a un empleo como trabajadora social en un centro de rehabilitación.

### Segunda Guerra Mundial
En la primavera de 1942, Marion decidió dar refugio a ciudadanos judíos después de ver en persona cómo los nazis cargaban a niños en camiones hacia los campos de concentración. Aprovechando su condición de trabajadora social, comenzó a registrar a niños judíos como si fuesen sus propios hijos, para después darles refugio en una red de hogares de acogida gentiles. Además les facilitaba documentación falsificada, acceso a las cartillas de racionamiento y asistencia médica, todo ello en colaboración de la resistencia holandesa y de otros neerlandeses contrarios a la invasión nazi. Entre las familias a las que ayudó destaca la del sociólogo Fred Polak, miembro del Partido del Trabajo.
Su implicación con la resistencia se intensificaría en el transcurso del conflicto. No obstante, nunca comentó detalles a su familia para no ponerla en peligro, pues las leyes antisemitas consideraban delito ayudar a los judíos. A finales de 1944 llegó incluso a matar a un colaborador del régimen nazi que pretendía delatar a una familia de judíos, evitando que trascendiera gracias a la ayuda de sus amigos: «Volvería a hacer lo mismo, bajo las mismas circunstancias, pero me sigue inquietando».
A lo largo de cuatro años, hasta la finalización de la guerra en 1945, Marion salvó la vida de al menos 150 judíos neerlandeses, en su mayoría niños. Todo ello ha sido reconocido por numerosos organismos internacionales, entre los cuales destacan la institución israelí Yad Vashem, que le concedería el título de «Justa entre las Naciones» en 1981; la medalla de la Fundación Raoul Wallenberg en 1996, y la medalla al valor del Centro Simon Wiesenthal en 2009.

### Vida posterior
Entre |946 y 1947, Marion estuvo trabajando en la Administración de las Naciones Unidas para el Auxilio y la Rehabilitación (UNRRA), dedicada a la asistencia en la repatriación de las personas desplazadas por la Segunda Guerra Mundial. En esa época conocería a Anton Pritchard (1917-1991), un militar del Ejército de los Estados Unidos. Cuando la UNRRA fue disuelta, ambos contrajeron matrimonio y ella adoptó el apellido del marido, pasando a llamarse Marion Pritchard.
La pareja se establecería en los Estados Unidos, primero en Cambridge (Massachusetts) y después en una granja de Vermont. Marion continuó trabajando como psicoanalista infantil e impartió conferencias sobre el holocausto.
En 2000 fue una de las figuras públicas que defendió la ley de uniones civiles del mismo sexo en Vermont, el primer estado de EE. UU. en establecerlas, lo cual le llevó a ser amenazada de muerte por grupos de extrema derecha. Nueve años más tarde, Vermont sería el cuarto estado en legalizar el matrimonio entre personas del mismo sexo.
Marion Pritchard falleció el 11 de diciembre de 2016 en Washington D. C., a los noventa y seis años, como consecuencia de una ateroesclerosis cerebral. Le sobrevivieron sus tres hijos.